# The Home Depot
The Home Depot, Inc. hoặc Home Depot là một công ty bán lẻ cung cấp thiết bị gia đình của Mỹ chuyên bán dụng cụ, sản phẩm và dịch vụ xây dựng. Công ty có trụ sở tại Atlanta Store Support Center tại Quận Cobb, Georgia (với địa chỉ Atlanta).
Nó điều hành nhiều cửa hàng định dạng lớn ở Hoa Kỳ (bao gồm tất cả 50 bang, Washington, D.C., Puerto Rico, Virgin Islands, và Guam), tất cả 10 tỉnh của Canada, và quốc gia Mexico. Công ty chuyên bảo hành sửa chữa Interline Brands cũng do The Home Depot sở hữu với 70 trung tâm phân phối trên toàn nước Mỹ.
The Home Depot là nhà bán lẻ sản phẩm cải tiến nhà cửa lớn nhất ở Hoa Kỳ, đi trước đối thủ Lowe's.